# Nkechi Leticia Chime
Nkechi Leticia Chime (* 12. März 1993) ist eine nigerianische Kugelstoßerin.

## Sportliche Laufbahn
Erste internationale Erfahrungen sammelte Nkechi Leticia Chime bei den 2010 erstmals ausgetragenen Olympischen Jugendspielen in Singapur, bei denen sie mit einer Weite von 14,16 m den siebten Platz im B-Finale belegte. Im Jahr darauf siegte sie bei den Juniorenafrikameisterschaften in Gaborone mit 13,89 m und 2018 belegte sie bei den Afrikameisterschaften in Asaba mit 13,87 m Rang sechs.
2013 und 2017 wurde Chime nigerianische Meisterin im Kugelstoßen.

## Persönliche Bestleistungen
- Kugelstoßen: 15,95 m, 17. März 2018 in Abuja